# Madeleine Cestari
Madeleine Alice Cestari (née Renault), née le 7 octobre 1921 à Vannes (Morbihan), morte le 12 août 2016 dans la même ville, est une résistante française à l'Occupation allemande et au régime de Vichy pendant la Seconde Guerre mondiale. Elle est la sœur de Gilbert Renault, plus connu sous le nom de colonel Rémy, et de Maisie Renault.

## Biographie

### Résistance
Lorsque Gilbert Renault décide avec son frère Claude de rejoindre les rangs de la France libre, il ne se doute pas qu'il va entraîner toute sa famille dans la résistance contre l'occupant nazi. Ainsi, ses sœurs Maisie et Isabelle entrent dans la Confrérie Notre-Dame et l'accompagnent à Paris ; sa mère Marie Decker-Renault et ses trois autres sœurs, Jacqueline, Hélène et Madeleine, restées dans la maison familiale de la rue Carnot à Vannes, participent elles aussi aux activités du réseau en accueillant les agents et en assurant les liaisons entre eux, ainsi que leur sécurité.

### Arrestation et internement
Le 15 octobre 1942, elles sont arrêtées par la Gestapo. Après interrogatoire, elles sont emprisonnées pendant 8 jours à la maison d'arrêt de Vannes, avant d'être transférées à la prison de Fresnes, où elles sont mises au secret dans des cellules séparées. Les conditions de détention sont dures, elles ne sont pratiquement pas alimentées, elles souffrent de l'isolement total et sont privées du droit de sortie.
Cette situation se prolonge jusqu'au 10 mars 1943, à ce moment leur solitude prend fin, elles quittent Fresnes pour le fort de Romainville où les conditions de détention deviennent plus supportables, elles ont l'autorisation de se promener dans la cour, ce qui leur permet d'apercevoir leur frère Philippe également prisonnier et de retrouver leurs deux sœurs, Maisie et Isabelle.
En octobre 1943, Marie Decker-Renault et ses filles sont à nouveau déplacées, cette fois, elles sont incarcérées à Compiègne au camp de Royallieu où les conditions de détention sont pires qu'à Romainville. Quarante-deux femmes s'entassent dans une cellule minuscule, dépourvue de chauffage malgré la rigueur de l'hiver. Au cours de ce séjour, elles font la connaissance d'Émilie Tillion (Irène), la mère de Germaine Tillion avec qui elles entretiennent des liens d'amitié et d'affection.
Plus tard, Maisie, Isabelle et Émilie Tillion seront déportées au camp de concentration de Ravensbrück, en Allemagne. Après la libération, Maisie écrira un livre sur les dures conditions de détention qu'ont subies les femmes internées dans ce camp : il a pour titre La grande misère.

### Libération et après-guerre
En août 1944, Marie Decker-Renault et ses trois autres filles, Jacqueline, Hélène et Madeleine, sont libérées. Très marquées par les épreuves, elles retournent à Vannes où Madeleine tombe gravement malade. À deux doigts de la mort, elle est sauvée grâce à un traitement de pénicilline que son frère, le colonel Rémy, avait réussi à obtenir auprès de l'armée américaine. Ce médicament était réservé aux combattants. Pour les Américains, Madeleine faisait partie de cette catégorie.
Le 27 juin 1947, sur le plateau de la Garenne à Vannes, sept membres de la famille sont décorés pour leurs actions dans la Résistance par le Général De Gaulle.

## Distinctions
- Chevalière de la Légion d'honneur (2014)[3],[4],[5],[6]
- Croix de guerre 1939–1945